# جامعة سفنكس
جامعة سفنكس هي جامعة خاصة مقرها أسيوط الجديدة أنشئت بموجب القرار الجمهورى رقم 36 لسنة 2019 .

## التاريخ
في 20 يناير 2019، تأسست الجامعة بالقرار الجمهوري رقم 36 لسنة 2019 الصادر عن رئيس جمهورية مصر العربية، في مدينة أسيوط الجديدة.
في 19 يوليو 2023، وافق مجلس الوزراء على مشروع قرار رئيس الجمهورية بتعديل بعض أحكام قرار رئيس الجمهورية رقم 36 لسنة 2019 الخاص بإنشاء "جامعة سفنكس" الخاصة، المقامة بمدينة أسيوط الجديدة، بتعديل مسمى كلية "التكنولوجيا والتنمية" لتكون "الحاسبات والذكاء الاصطناعي" وذلك تماشياً مع توجه الدولة نحو التحول الرقمي ومواكبة احتياجات سوق العمل، وكذا اضافة عدد من الكليات لجامعة سفنكس، وهي: "الحقوق"، و"الطب البيطري"، و"التكنولوجيا الحيوية"، بهدف تدعيم الجامعة بمختلف التخصصات التعليمية المطلوبة لتوفير احتياجات الطلاب وتقليل الاغتراب.

## الكليات
- كلية الهندسة والتكنولوجيا
- كلية الصيدلة
- كلية العلاج الطبيعى
- كلية طب وجراحة الفم والأسنان
- كلية الحاسبات والذكاء الاصطناعي
- كلية العلوم الصحية التطبيقية
- كلية التمريض
- كلية الطب البيطري